# Clemente Micara
Clemente Micara (ur. 24 grudnia 1879 we Frascati, zm. 11 marca 1965 w Rzymie), włoski duchowny katolicki, dyplomata watykański, wysoki urzędnik Kurii Rzymskiej, kardynał.

## Życiorys
Studiował na kilku uczelniach rzymskich – w seminarium papieskim, na Uniwersytecie Gregoriańskim i Uniwersytecie Laterańskim oraz w Rzymskiej Akademii Duchownej, będącej szkołą dyplomatów watykańskich. Święcenia kapłańskie przyjął 20 września 1902 w Rzymie. Od 1904 pracował w Sekretariacie Stanu. Pierwszą placówkę dyplomatyczną objął w 1915, został wówczas sekretarzem nuncjatury w Argentynie. Otrzymał w tym okresie tytuł papieskiego tajnego szambelana (1910), potwierdzony w 1914 przez nowego papieża Benedykta XV. W 1915 był audytorem w nuncjaturze w Belgii, w latach 1916–1919 w nuncjaturze w Austrii. W sierpniu 1918 został papieskim prałatem domowym. Od 1919 specjalny wysłannik papieski w Czechosłowacji, w maju 1920 został pierwszym nuncjuszem w Czechosłowacji. Wraz z nominacją na nuncjusza otrzymał arcybiskupstwo tytularne Apamea di Siria, a sakry biskupiej udzielił mu 8 sierpnia 1920 w Rzymie kardynał-sekretarz stanu Pietro Gasparri.
Od marca 1923 był nuncjuszem w Belgii i internuncjuszem w Luksemburgu. W czasie wieloletniej misji pełnił m.in. funkcję nadzwyczajnego papieskiego wysłannika do wręczenia Złotej Róży królowej Belgii Elżbiecie (1923). W czasie okupacji niemieckiej w okresie II wojny światowej rezydował w Rzymie (1940–1944), powrócił do Belgii w 1944. W lutym 1946 papież Pius XII mianował go kardynałem, z tytułem prezbitera Santa Maria sopra Minerva. Już w czerwcu t.r. został podniesiony do godności kardynała biskupa, otrzymał rzymską diecezję podmiejską Velletri, zachowując zarazem dotychczasowy tytuł prezbiterski. W latach 1947–1950 był prefektem watykańskiej Kongregacji ds. Rytów, 1950-1953 prefektem Kongregacji ds. Zakonów (jednocześnie proprefektem Kongregacji ds. Rytów). Od stycznia 1951 wikariusz generalny Rzymu, pełnił równocześnie godność wicedziekana Kolegium Kardynalskiego. Wielokrotnie reprezentował papieża w charakterze legata, m.in. na Narodowym Kongresie Eucharystycznym Francji w Nîmes (wrzesień 1951).
Był uczestnikiem konklawe 1958 i 1963. Brał udział w pierwszych sesjach soboru watykańskiego II; końca Soboru nie dożył. Został pochowany w bazylice Santa Maria sopra Minerva.